# Rapa rapa
Espèce
Rapa rapa est une espèce de mollusque gastéropode marin appartenant à la famille des Muricidae.
- Répartition : ouest de l’océan Pacifique.
- Longueur : 9 cm.

## Source
- Arianna Fulvo et Roberto Nistri (2005). 350 coquillages du monde entier. Delachaux et Niestlé (Paris) : 256 p.  (ISBN 2-603-01374-2)